# Pyrrhogyra arge
Pyrrhogyra arge är en fjärilsart som beskrevs av Gosse 1880. Pyrrhogyra arge ingår i släktet Pyrrhogyra och familjen praktfjärilar. Inga underarter finns listade.